# Плимут (Массачусетс)
Пли́мут (англ. Plymouth) — город в округе Плимут штата Массачусетс, США. Наряду с Броктоном является одним из двух административных центров округа. Площадь муниципалитета Плимута самая большая в штате.
Климат в городе континентальный, смягчённый Атлантическим океаном. Температура зимних месяцев −2,5 °С — −3° C, летних +19 °С — +21 °C.
Основа экономики города — туризм. Рядом с городом расположен аэропорт, с 1931 года осуществляющий рейсы местного значения.
Плимут является побратимом одноимённого города в Англии, в честь которого и получил своё название. Также есть договор о сотрудничестве с японским городом Ситигахама.

## История
Город был основан в 1620 году на берегу залива Кейп-Код, является старейшим европейским поселением в Новой Англии и одним из старейших в США.
Долгое время город был центром одноимённой колонии. Позже город стал частью Массачусетса, одного из первых 13 штатов США. Позже Плимут превратился в обычный американский городок.
Однако, с 1970-х его население возросло более, чем в три раза, если в 1970 году в Плимуте проживало 18 615 человек, то в 2000 году - уже 51 701. К 2008 году количество жителей достигло 58 379. Из жителей города 94,82 % — белые, 36,0 % — младше 18 лет, 11,2 % — старше 65 лет. 5,18 % плимутцев проживает за чертой бедности.

## Достопримечательности
Для многочисленных туристов Плимут — первое поселение Новой Англии. С этим связаны и многочисленные музеи города, в разных планах демонстрирующие историю первых поселений. Это — классические музеи, предоставляющие посетителям максимально значимую информацию о событиях начала 17-го века в Новой Англии, а также «музеи под открытым небом». К последним относится знаменитый проект Плимут Плантэйшен (Плимутская плантация) — историко-этнографический комплекс, включающий в себя, помимо стационарной экспозиции, два воссозданных поселения: поселение колонистов XVII века и поселение индейцев тех же времен. Вместо экскурсоводов в этих музеях под открытым небом работают люди, одетые в соответствии с модой соответствующего времени. Они как бы составляют население деревень. Занимаясь «повседневными делами», составлявшими основу быта индейцев или колонистов, они готовы ответить на любые вопросы туристов.
В рамках того же проекта с 1957 года для туристов открыт доступ на полноразмерную копию судна Мейфлауэр — Мейфлауэр II, на котором прибыли первые колонисты. Судно пришвартовано в Плимутской бухте.
Традиционной достопримечательностью является и т. н. Плимутская скала — камень, который по преданию является частью суши, на которую впервые ступили первые поселенцы.
Неподалёку от Плимутской скалы находится памятник первым поселенцам, именуемый как Национальный памятник отцам-основателям.

## Галерея

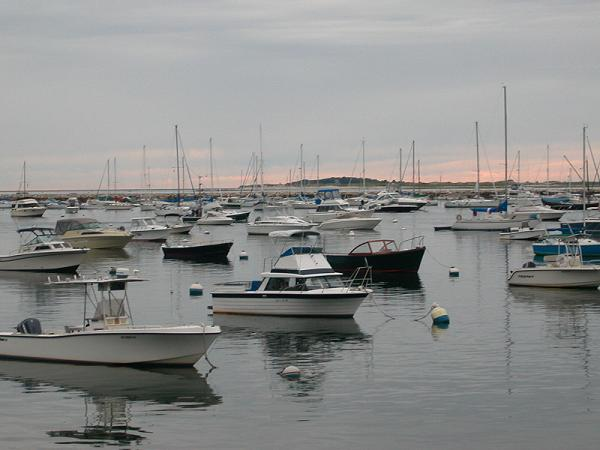
Плимутская бухта
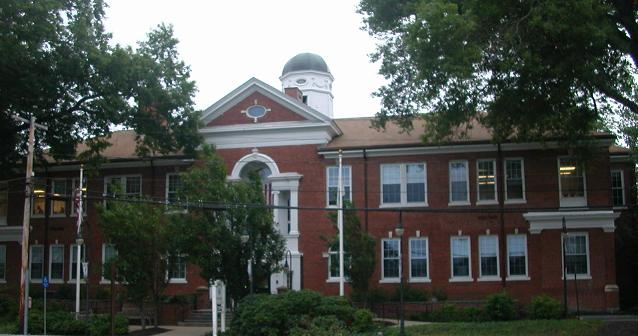
Присутственные места
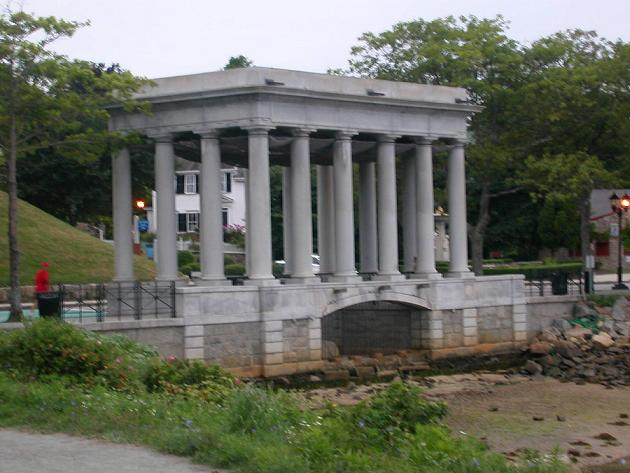
Мемориал «Плимутская скала»
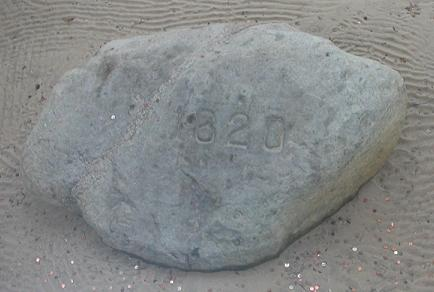
Плимутский камень
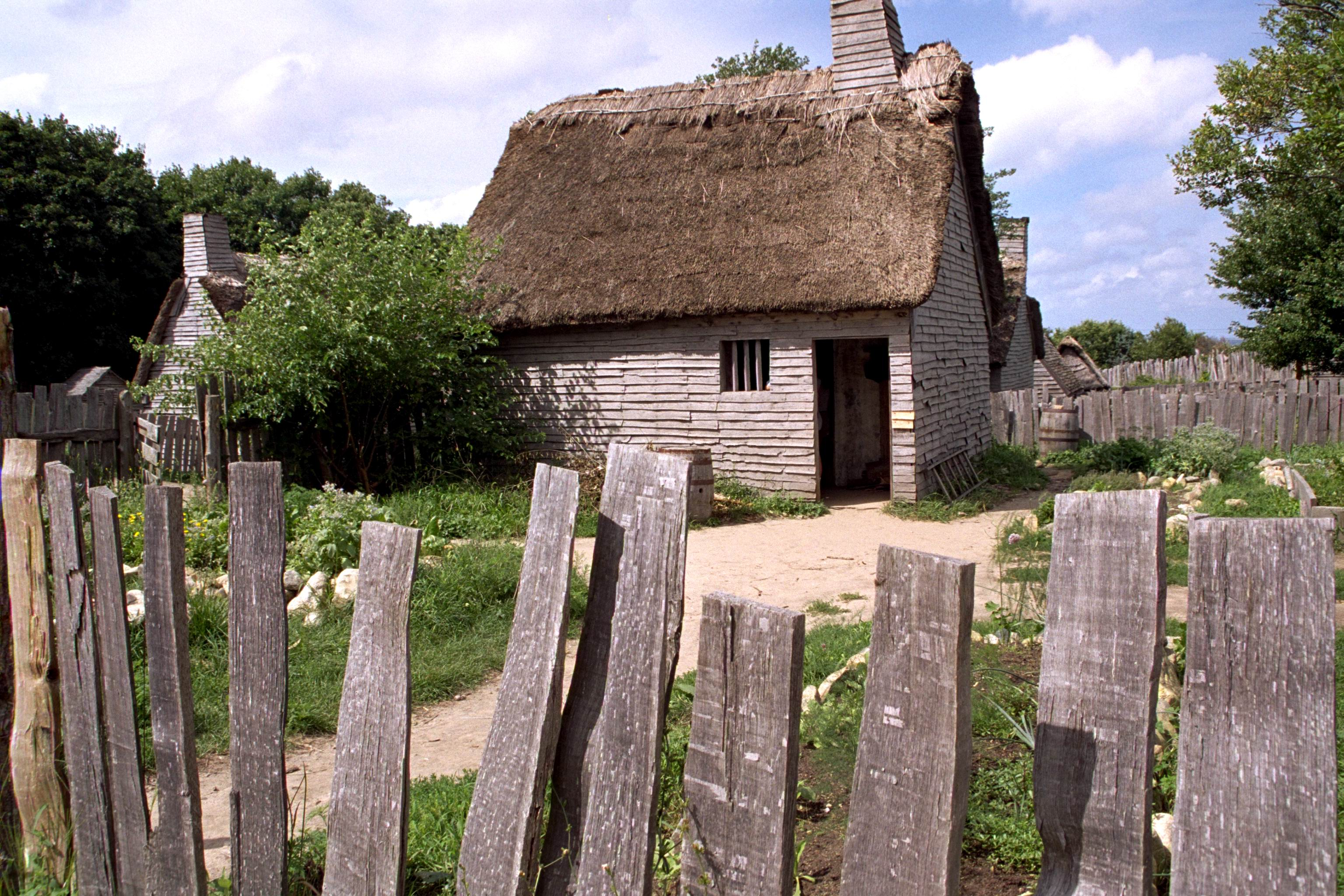
Plimoth Plantation - поселение колонистов
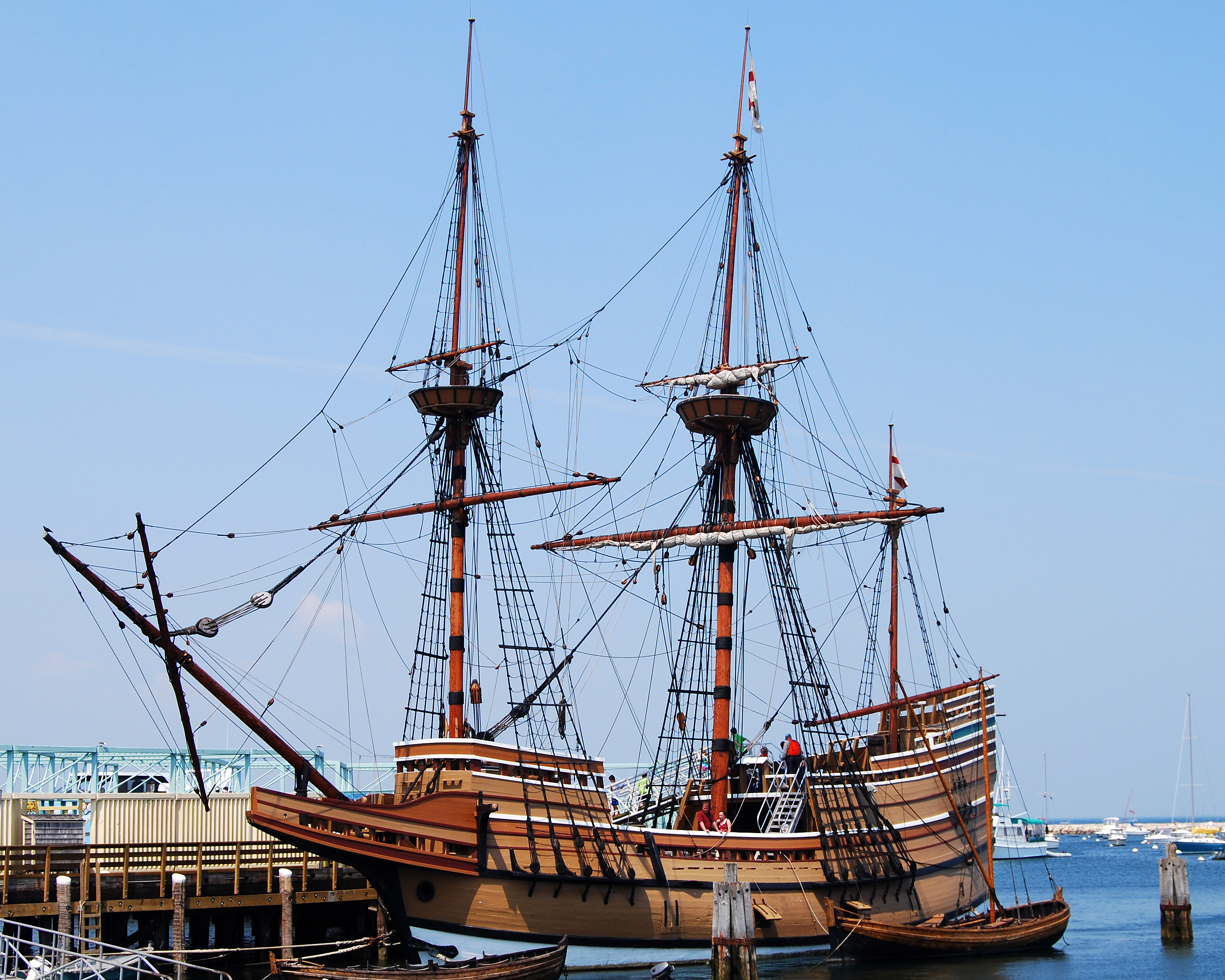
Мейфлауэр II

## Известные жители
- Фаррелл Дэвид — гитарист Linkin Park